# Tamba submicacea
Tamba submicacea är en fjärilsart som beskrevs av Walker 1869. Tamba submicacea ingår i släktet Tamba och familjen nattflyn. Inga underarter finns listade i Catalogue of Life.